# Mahaska
Mahaska es una ciudad ubicada en el condado de Washington en el estado estadounidense de Kansas. En el año 2010 tenía una población de 83 habitantes y una densidad poblacional de 138,33 personas por km².

## Geografía
Mahaska se encuentra ubicada en las coordenadas 39°59′13″N 97°21′9″O / 39.98694, -97.35250 (39.987024, -97.352376).

## Demografía
Según la Oficina del Censo en 2000 los ingresos medios por hogar en la localidad eran de $24,375 y los ingresos medios por familia eran $26,250. Los hombres tenían unos ingresos medios de $20,000 frente a los $19,583 para las mujeres. La renta per cápita para la localidad era de $13,162. Alrededor del 21.6% de la población estaban por debajo del umbral de pobreza.